# سرندایه
سرندایه (به صربی: Srndalje) یک منطقهٔ مسکونی در صربستان است که در کروشواتس واقع شده‌است. سرندایه ۶۶ نفر جمعیت دارد.